# Canal entre Champagne et Bourgogne
Le canal entre Champagne et Bourgogne anciennement canal de la Marne à la Saône est un canal à bief de partage au gabarit Freycinet reliant les vallées de la Marne et de la Saône, géré par les Voies navigables de France.
Il est le prolongement jusqu'à la Saône de l'ancien « canal de la Haute-Marne » qu'il a intégré.

## Historique
Les travaux de prolongement de l'ancien canal de la Haute-Marne débutèrent en 1880. Le canal fut ouvert en 1907.

### Une naissance avortée par le Chemin de Fer (1720 - 1862)
Tous les avant-projets relatifs à la création d'une voie reliant le Nord et le Sud, Dunkerque et Marseille, n'avaient reçu aucune suite entre les années 1720, 1781, 1788 et 1821 d'après les rapports de l'administration figurant dans les archives françaises.
Pourtant le Bassin sidérurgique de Saint-Dizier était en cette fin XVIIIe siècle, début XIXe siècle, un des plus importants du royaume (à lui seul, le département de la Haute-Marne produisait le neuvième des fontes et le douzième des fers de la France avec ses 228 usines métallurgiques), l’absence de moyens de transports économiques pour approvisionner les bois et matières minérales nécessaires à cette industrie se faisait donc sentir.
Les élus locaux (notamment conseillers généraux) de la Nation n'ont donc pas eu de cesse que de réclamer la construction d'un canal latéral à la Marne, pratiquement chaque année, incitant le représentant de l'État à demander une enquête sur le premier projet présenté par M. Brière de Mondétour, ingénieur en chef des Ponts et Chaussées en 1835.
C'est ainsi que le 31 juillet 1845, le conseil technique du gouvernement (Conseil général des ponts et chaussées) approuvait le tracé de Vitry-le-François à Donjeux, pour une somme de 21 millions de francs (somme augmentée en séance d'examen d'une loi sur la navigation intérieure au parlement).
Ce projet avait été auparavant exposé et débattu et avait reçu les avis favorables d'administrations comme la commission des Douanes (1844), l'administration des Mines (1838) mais aussi de la part des élus, y compris de départements voisins et de la chambre de commerce de Paris (1837) après que l'on ait pu résoudre le débat sur l'utilité nationale ou régionale de cet itinéraire, débat qui a conduit à l’apprécier en deux parties : le canal de la Haute-Marne de Vitry à Saint-Dizier, d’une part, et sa prolongation jusqu'à la Saône, d'autre part.
L'argument d'une jonction, au nord, avec le canal de la Marne au Rhin, qui venait de s'ouvrir, et au sud le port de Gray donnait une dimension nationale à la voie et dès lors un maillage de réseau capable de transporter matières premières (à l'aller) et marchandises (au retour) dans les bassins industriels de la Marne et de l'Est. 
Cependant en 1846, une loi proposant de remplacer la voie d'eau par une voie ferrée, au motif que son coût de transport restait favorable aux activités sidérurgiques compte tenu des cours mondiaux, mettra un coup d'arrêt au projet, jusqu'aux premiers travaux en 1862.

### La concurrence des prix relance la compétitivité de la voie d'eau (1862 - 1907)
En 1860, les traités de commerce avec l'Angleterre (traité Cobden-Chevalier), en baissant le prix des fontes d'importation (par la diminution de droits de douane) rendirent les productions du bassin de Saint-Dizier moins compétitives obligeant l'industrie à chercher une diminution de ses frais de production. Or le coût de transport à la tonne par voie d'eau pouvait théoriquement être du tiers de celui par le train, il n'en fallu pas moins pour relancer l'idée d'un canal.
Ce coût de transport favorable (que ce soit pour les minerais ou pour les produits finis) était déjà possible sur les canaux du Nord, de l'Aisne à la Marne, de la Marne au Rhin et des Houillères de la Sarre, il ne pouvait plus être différé pour le canal de la Haute-Marne.
Le 4 avril 1860, la chambre de commerce de Saint-Dizier interpellait le ministre des travaux publics, en juillet 1860 ce dernier relançait les études qui débouchèrent sur l'approbation des travaux de la section Vitry-le-François à Chamouilley (Saint-Dizier) achevés entre 1862 et 1866.
Le 13 juin 1868 la partie prolongeant le canal jusqu'à Donjeux était votée pour 7 250 000 francs, ces travaux, commencés en 1869 ne purent être achevés qu'en 1879, ayant été ralentis par la guerre de 1870 et la priorité donnée après la défaite au canal de l'Est.
Cette première partie de 73 kilomètres fut baptisée canal de la Haute-Marne. Le projet définitif de sa prolongation en une liaison d’intérêt national par le canal de la Marne à la Saône, de Donjeux à Maxilly-sur-Saône, fut approuvé en 1880.
Cependant il restait encore, en 1900, 40 kilomètres à construire sans que l'on pût finir rapidement par manque de crédits. C'est alors qu'une initiative de la chambre de commerce de Saint-Dizier proposant de contribuer à hauteur de 5 millions de francs, qu'elle pourrait se rembourser en percevant des péages sur les marchandises transportées, permit à l’État, en acceptant cette offre par la loi du 3 juillet 1900, de s'engager à terminer le canal pour le 1er janvier 1907. À un mois près l’engagement fut tenu et le canal achevé ouvert à la navigation le 1er février 1907,.

### Le canal frontière de la zone interdite (1940-1944)
Sous l'Occupation, le canal constitue, à l'intérieur de la zone occupée, une longue partie de la frontière occidentale de la zone interdite, qui était, selon les plans du IIIe Reich, destinée à devenir une région de peuplement allemand.

## Caractéristiques physiques

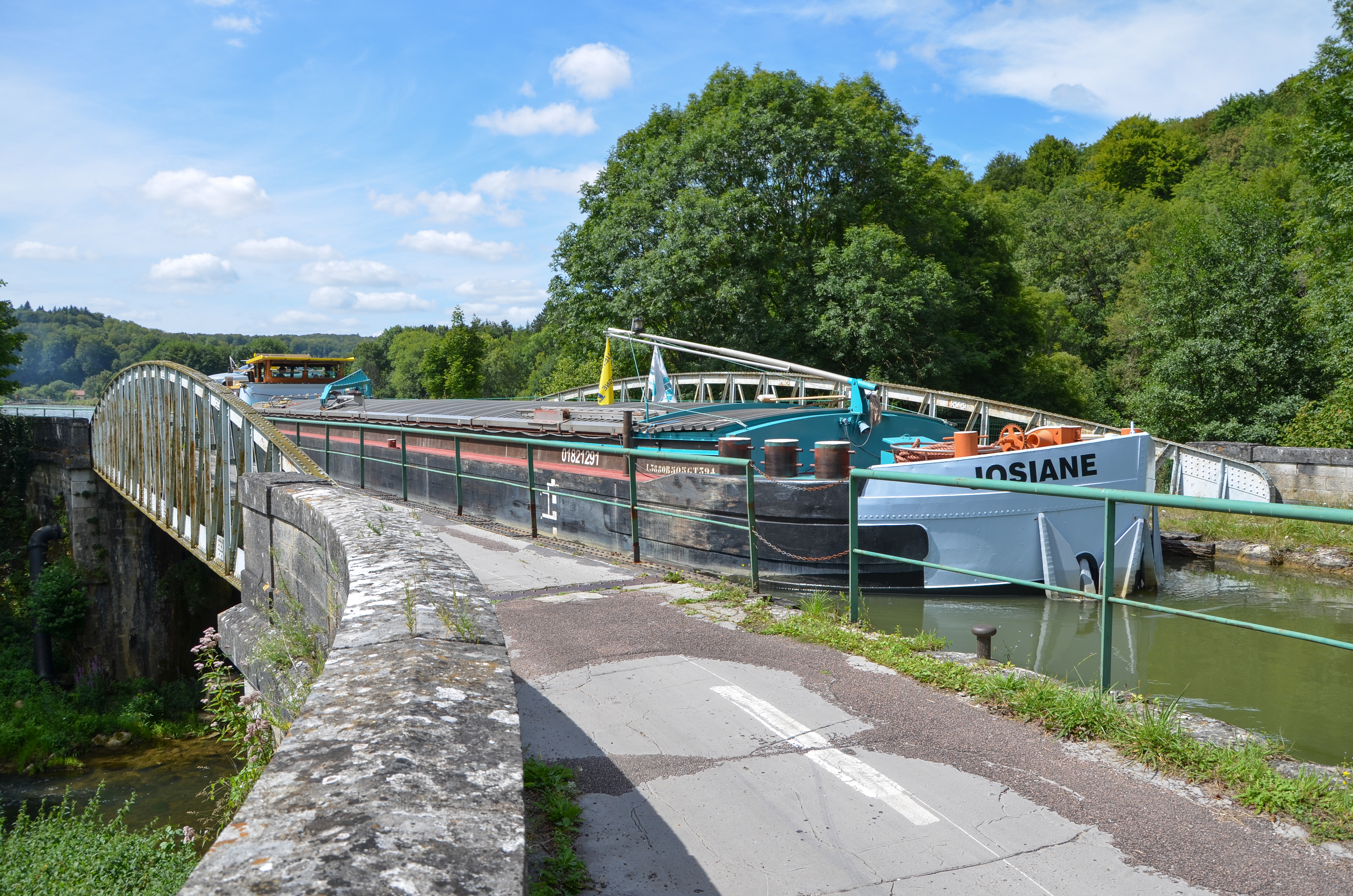
Un des nombreux pont-canaux, ici à Foulain.

Long de 224,191 kilomètres, le canal entre Champagne et Bourgogne appartient à trois anciennes régions, Champagne-Ardenne, Lorraine, sur quelques kilomètres, en amont de Saint-Dizier, et Bourgogne. Il comporte 114 écluses (71 sur le versant Marne et 43 sur le versant Saône) et deux souterrains, le tunnel de Condes long de 275 mètres et le tunnel sur le bief de partage entre Saints-Geosmes et Noidant-Chatenoy, long de 4,820 km, et qui passe presque en dessous de la source de la Marne.
Le canal est alimenté en eau par quatre réservoirs prévus à cet effet : le lac de Charmes, le lac de la Liez, le lac de la Mouche et le lac de la Vingeanne. Des prises d'eau, sur la Marne d'un côté et la Vingeanne de l'autre côté, complètent ce système.
Il relie les communes de Vitry-le-François (Marne) et de Maxilly-sur-Saône (Côte-d'Or).
Profil du Canal :
- Altitude à Vitry-le-François : 104 m
- Altitude à Maxilly-sur-Saône: 187 m
- Altitude du bief de partage : 345 m

Chute moyenne des écluses :
- Versant Marne : 3,48 m
- Versant Saône : 3,44 m

Plus haute chute : écluse de Heuilley-Cotton (no 1 versant Saône) : 5,23 m

### Ouvrages d'art

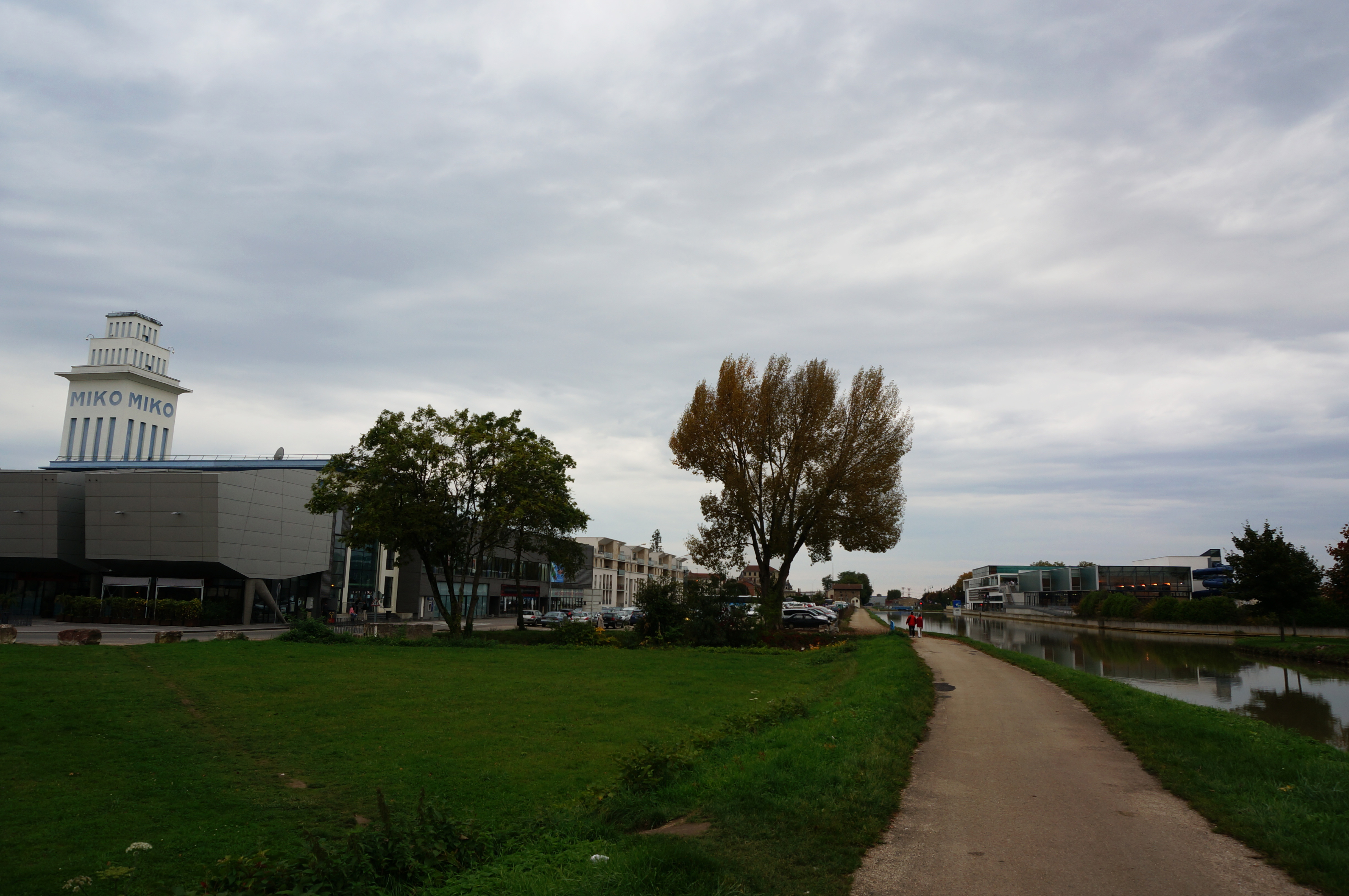
L'écluse 58 de Saint-Dizier, le canal passe entre la piscine et la tour Miko sur l'ancien quai de déchargement.

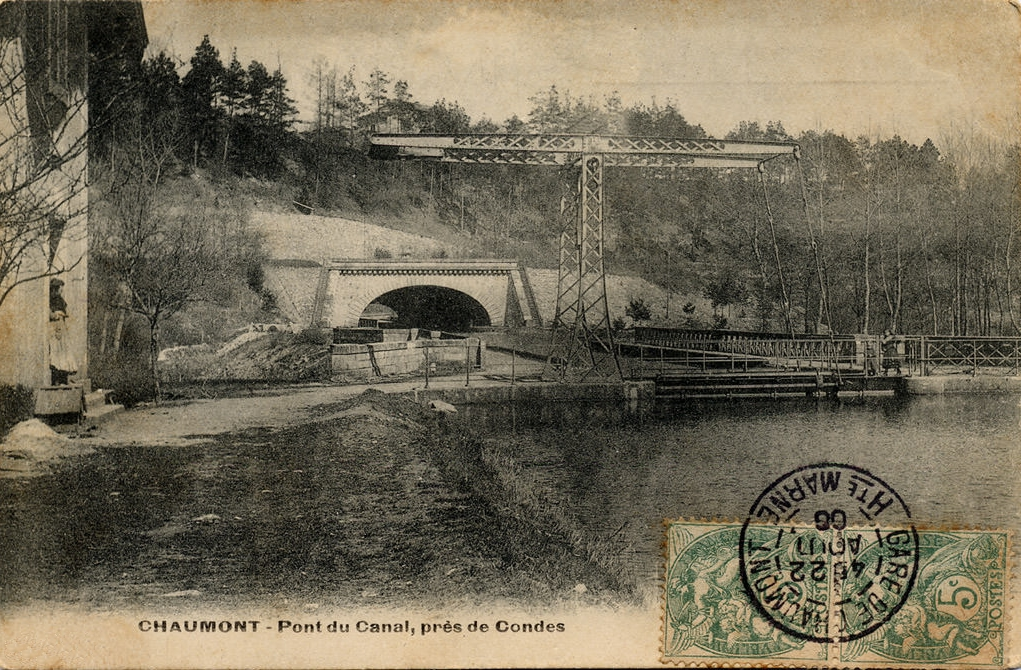
Carte postale du tunnel et du pont-levant de Condes vers 1906.

Outre ses 114 écluses, le canal entre Champagne et Bourgogne comprend deux tunnels importants de 4 820 et 308 mètres de longueur  (voûte de Balesmes et tunnel de Condes) mais également quatre lacs réservoir qui ont nécessité l’établissement de grands barrages.
- La Mouche (8,2 Mm3)
- La Liez (16,1 Mm3)
- Charmes (11,7 Mm3)
- Villegusien-le-Lac versant Saône (8,3 Mm3)

Les rivières de Marne et Vingeanne, entre autres, ont été utilisées pour l'alimentation en eau à partir de plans d'eau créés par l'implantation de barrages en rivière (près de 20), des conduites ou rigoles (aqueducs) artificiels ont été établies pour mener cette eau vers le canal. Le franchissement de petits ruisseaux ou d'autres obstacles a également nécessité la construction de quinze ponts-canaux.
Dix-sept ponts-mobiles ont été édifiés pour le rétablissement de voies communales, rurales ou plus importantes. Le pont-levis de Cheuge a été immortalisé par le film La veuve Couderc de Pierre Granier-Defferre avec Alain Delon et Simone Signoret.
Quelques noms d'écluses spécifiques parmi les 114 recensées sur ce canal :
- écluse de Heuilley-Cotton ;
- écluse de Dardenay ;
- écluse de Bise-l'Assaut ;
- écluse de la Grande Côte ;
- écluse du Moulin Rouge.

## Exploitation commerciale

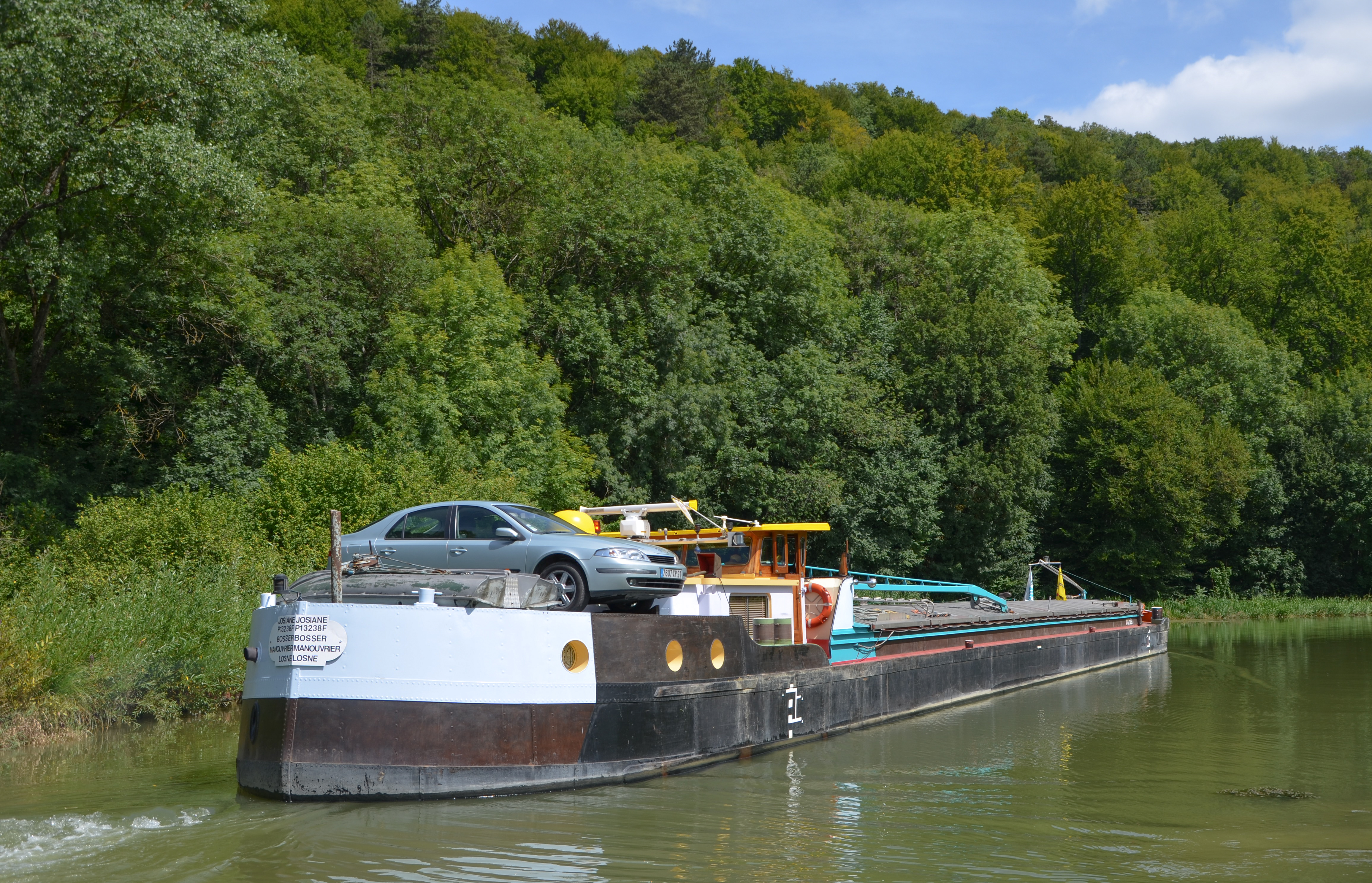
Il subsiste un peu de trafic commercial sur le canal.

### Le rôle économique initial
Le canal de la Marne à la Saône avait deux principales fonctions dans le transport fluvial de commerce : Assurer l'alimentation en charbon du bassin sidérurgique de Saint-Dizier et mettre en relation les régions Nord et sud via le bassin de la Saône. Localement il s'agissait d'apporter combustibles minéraux, minerai de fer et sables de moulage pour les pièces de fonte et d'expédier les métaux finis, du bois à brûler et des scories de la production de fonte. Le trafic de transit était destiné à trois régions principales : la vallée de la Saône de Gray à Lyon, la Côte d'or (notamment Dijon) et le canal du Rhône au Rhin. 
Ces trafics s'appuyaient sur les ports les plus importants : Vitry-le-François, Joinville, Chaumont, Langres.
Ainsi que l'indique le graphique de trafics, la totalité de ces types de transport a représenté plus de 700 000 tonnes en 1913, se décomposant comme suit :   
| Type de Trafic   | Tonnage en 1913 |
| ---------------- | --------------- |
| Trafic intérieur | 39 358          |
| Expéditions      | 175 828         |
| Arrivages        | 252 587         |
| Grand Transit    | 192 836         |
| Petit transit    | 41 708          |

Le tonnage de Grand Transit (Nord-Sud) n'atteint pas sur cette période les quelque 400 000 tonnes/an espérés lors des études pour la construction du Canal, essentiellement car les expéditions venues du Nord en constituent la grande majorité (85 %) alors que les expéditions venant du Sud sont presque nulles : La plupart des bateaux vides préfèrent revenir par Épinal et Nancy où ils trouvent souvent un fret de retour vers le Nord par le Canal de l'Est .

#### Graphique de trafics (1913-1933)
Trafic total entre 1913 et 1933 sur le canal de la Marne à la Saône.
Pour des raisons techniques, il est temporairement impossible d'afficher le graphique qui aurait dû être présenté ici.

### Évolution récente des trafics
Il est constaté, depuis les années 2000 une inversion de la fréquentation du canal au profit de la plaisance, le trafic de fret reste de 30 000 tonnes/km en 2017.
Pour des raisons techniques, il est temporairement impossible d'afficher le graphique qui aurait dû être présenté ici.

## Autres noms
- Le canal a été rebaptisé « canal entre Champagne et Bourgogne » dans un but de promotion touristique.
- Les mariniers, quant à eux, l'appellent « canal d'Heuilley ». Est-ce par référence à Heuilley-Cotton sur son bief de partage, ou à Heuilley-sur-Saône où il débute ?

Il est vraisemblable que c'est la deuxième option qui est la bonne. En effet, c'est un procédé assez classique chez les mariniers que de nommer le canal par l'endroit où il commence. Ainsi par exemple le canal de Vire et Taute, en Cotentin, était nommé aussi « canal des Ourmes » du nom de sa première écluse, « les Ormes ».

## Galerie

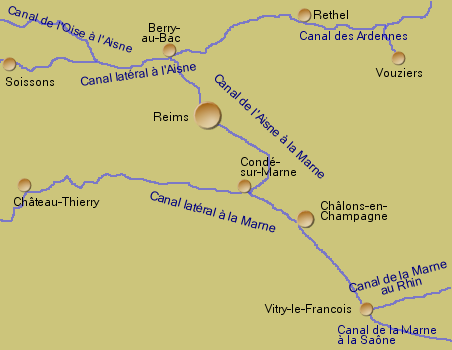
Système de canaux en région Champagne-Ardenne. L'origine du canal de la Marne à la Saône est visible en bas à droite.
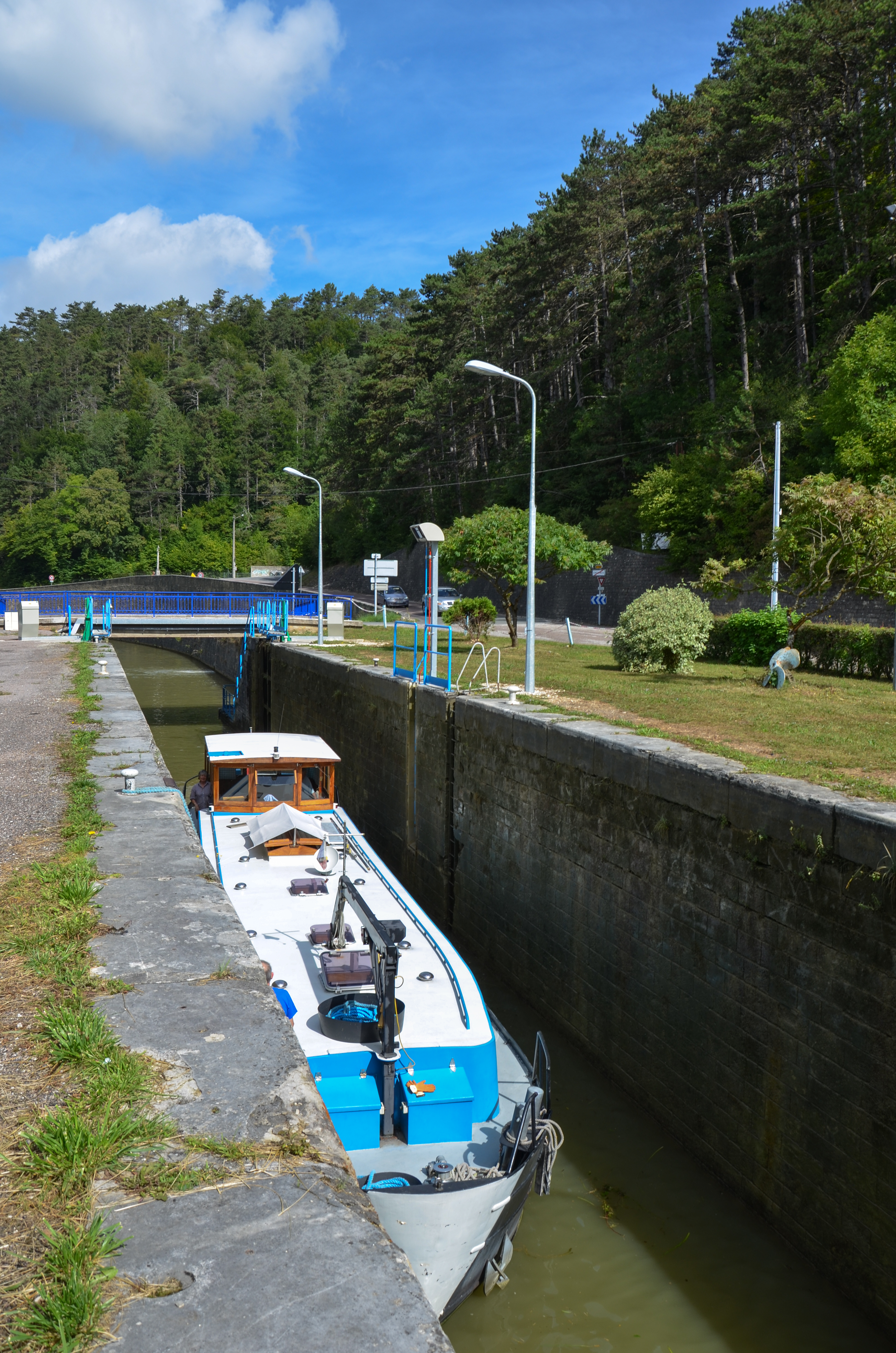
Mais l'essentiel de la fréquentation est le fait de la plaisance à la belle saison (ici à Foulain).
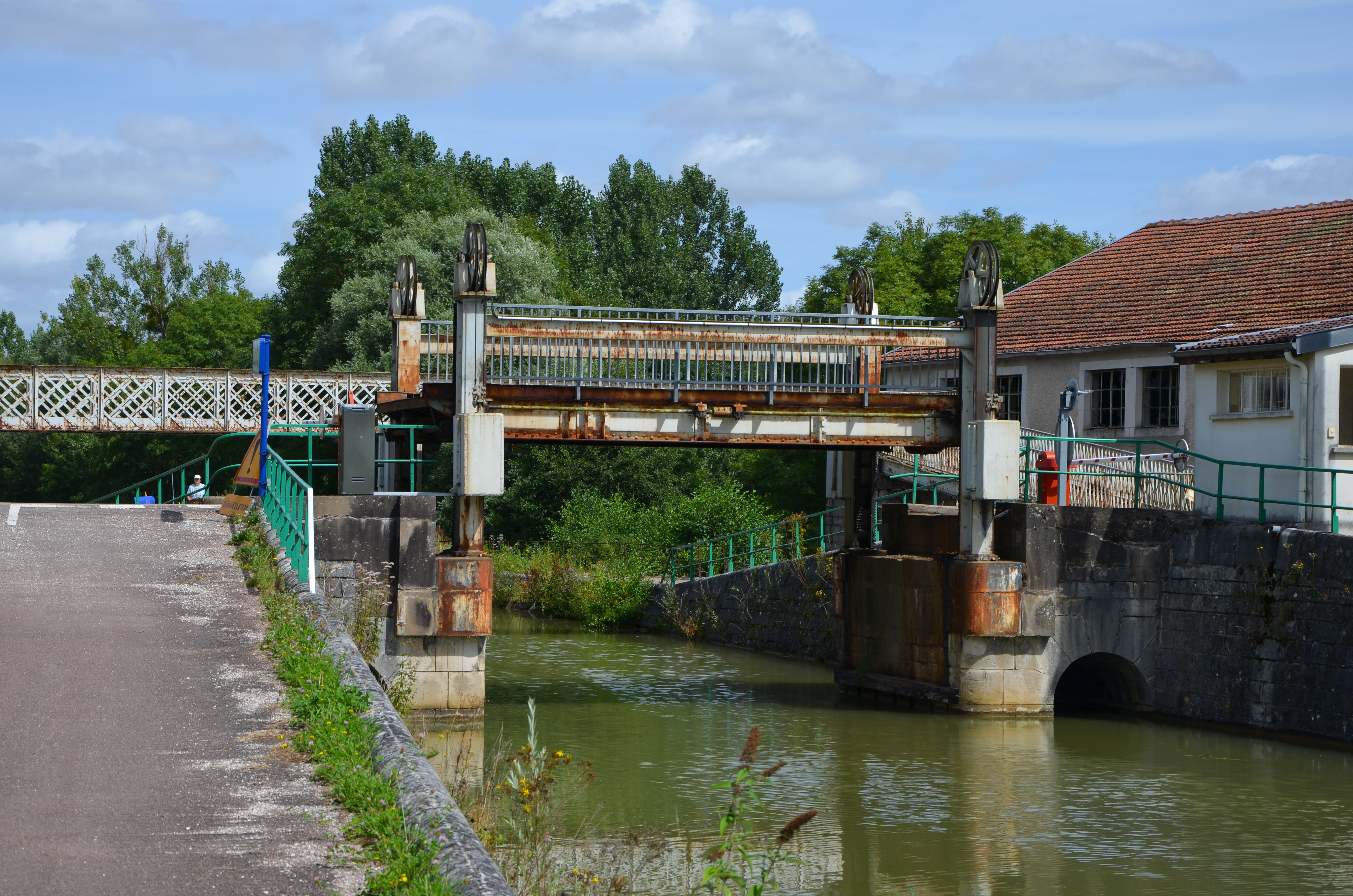
Pont-levant à Luzy-sur-Marne.
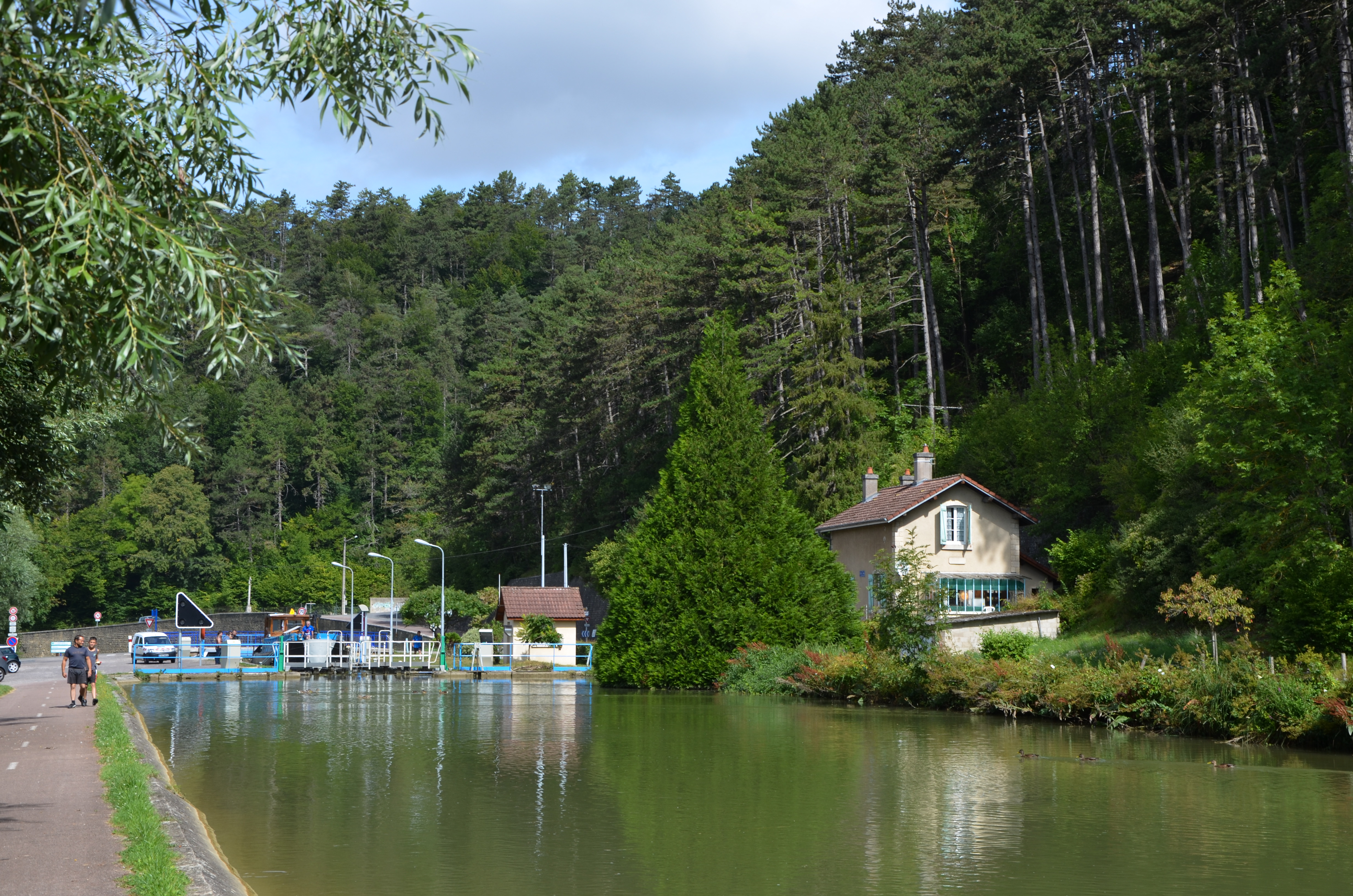
L'écluse de Choignes.
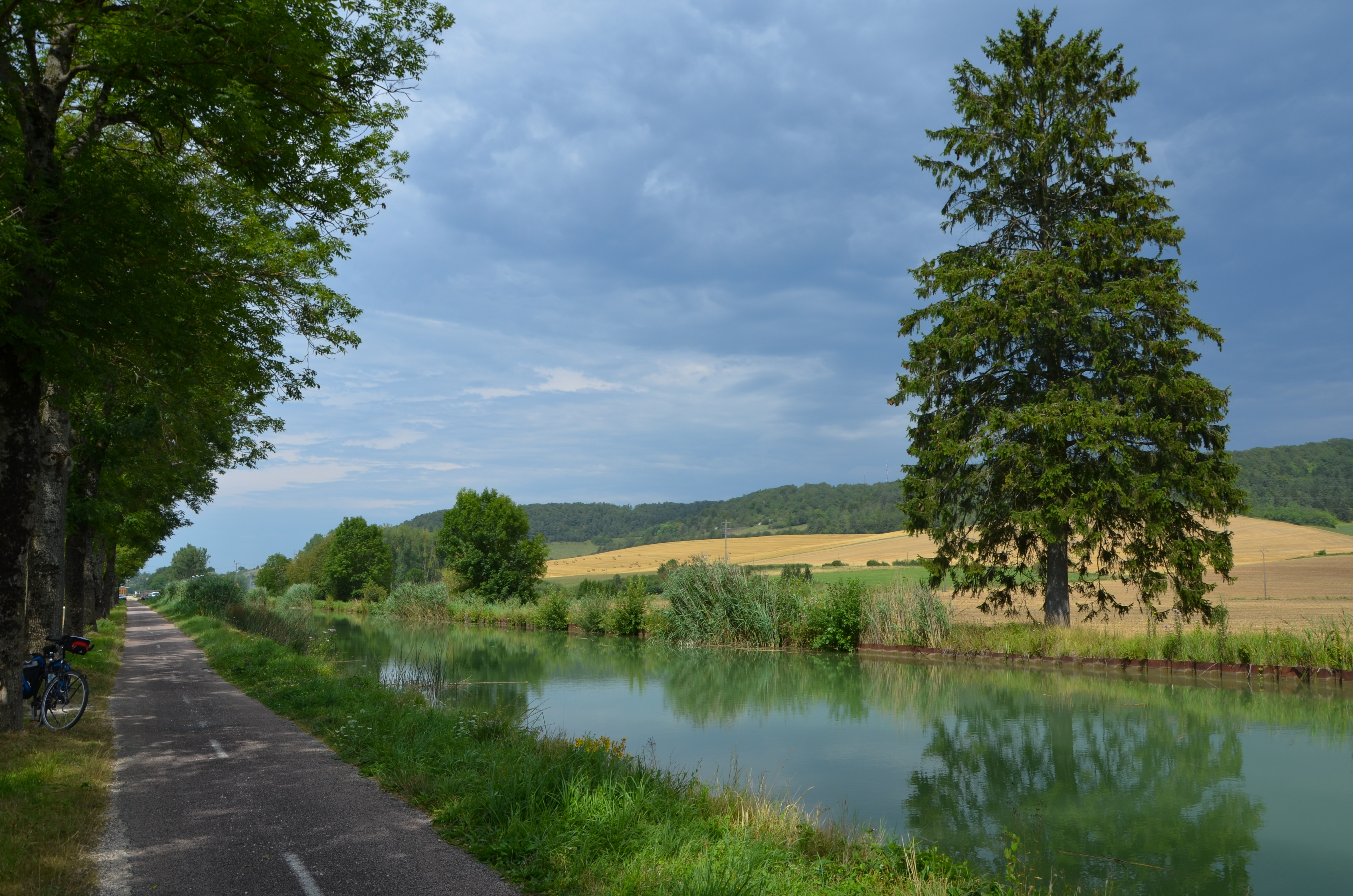
Le canal dans une région agricole non loin de Joinville.
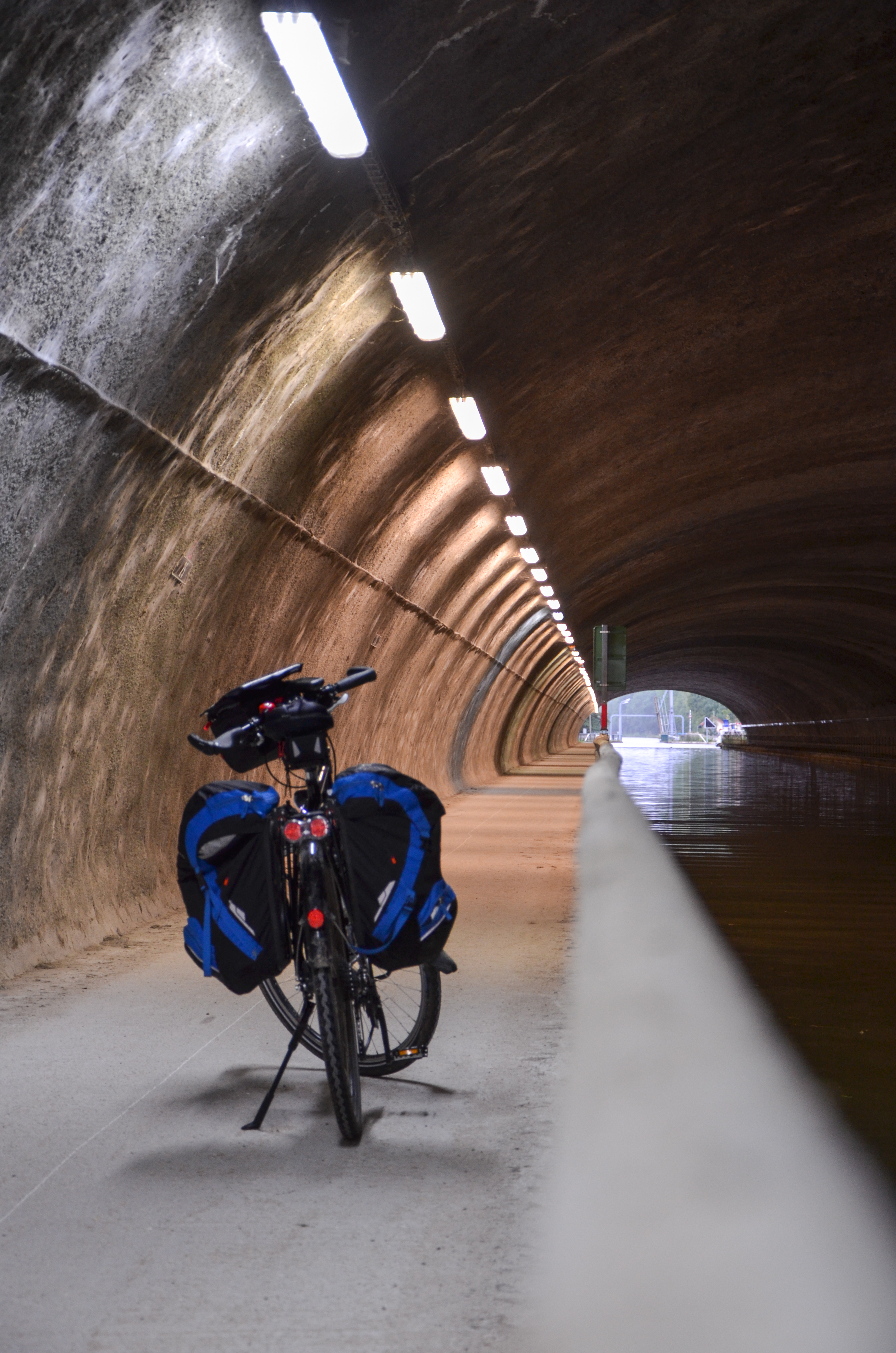
Le tunnel de Condes près de Chaumont.

## Notes et références

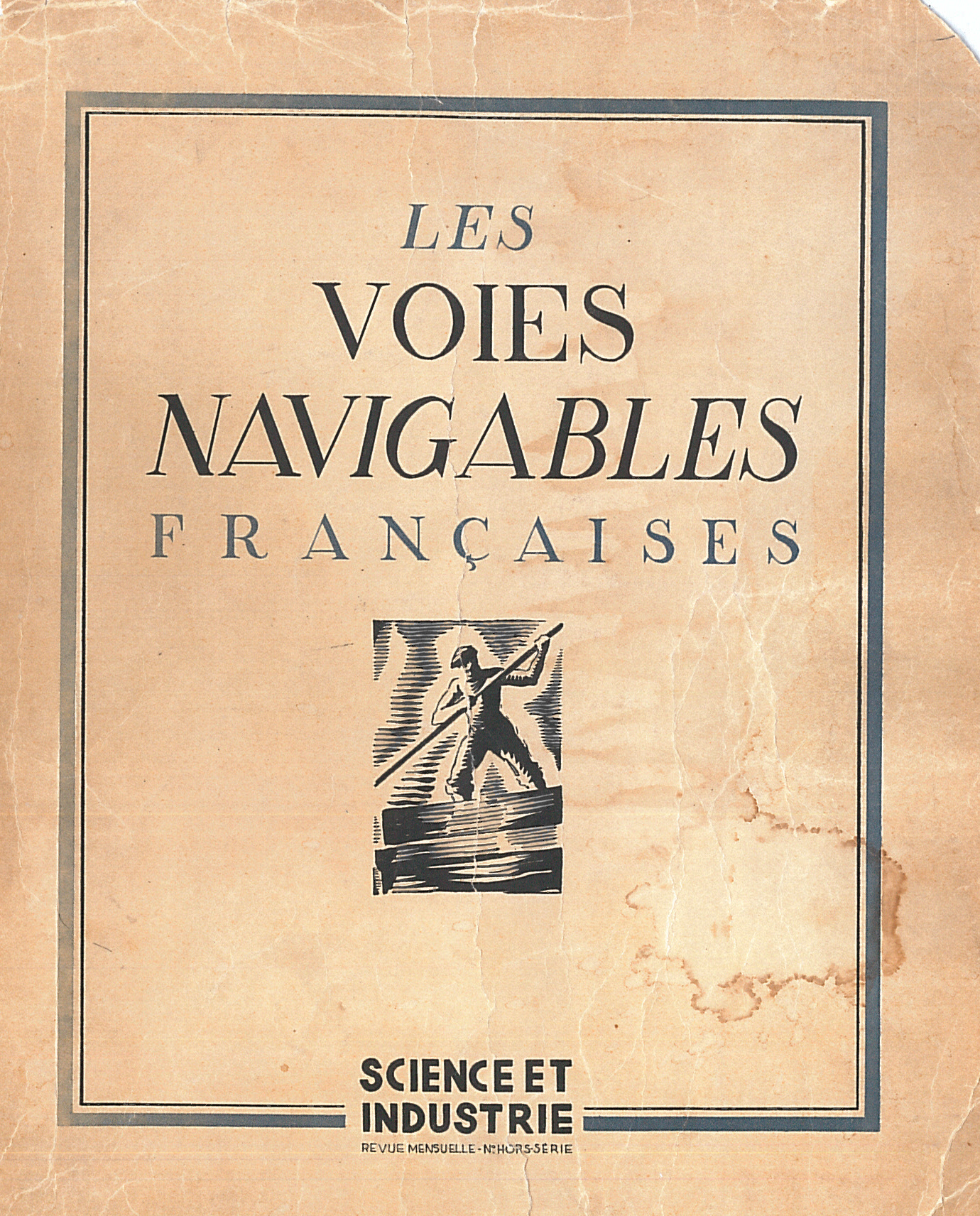
Un exemplaire de cette revue (1938) est déposé à la bibliothèque de France et consultable ici pour les routes